# قطط الرعد (مسلسل تلفزيوني 2011)
قطط الرعد (بالإنجليزية: ThunderCats)‏ هو مسلسل رسوم متحركة تم تطويره بواسطة إبثان سبولدينغ ومايكل جيلينيك لصالح كرتون نتورك وهو تجديد للمسلسل الأصلي قطط الرعد (مسلسل تلفزيوني 1985) والذي استمر من عام 1985 إلى عام 1987، وتم تحريكه من قبل استديو وارنر براذرز أنيميشن و الاستوديو الياباني أستديو c°4، وعناصر مجمعة من الرسوم المتحركة الغربية مع الأنمي الياباني، بدأ المسلسل بعرض لمدة ساعة على كرتون نتورك في 29 يوليو 2011 وبالتعاون مع التحريك النهائي لكل من آرثر رانكين جونيور وجول باس.

## روابط خارجية
- قطط الرعد على موقع IMDb (الإنجليزية)
- قطط الرعد على موقع ميتاكريتيك (الإنجليزية)
- قطط الرعد على موقع روتن توميتوز (الإنجليزية)
- قطط الرعد على موقع فيلمافينيتي (الإسبانية)
- قطط الرعد على موقع كينوبويسك (الروسية)
- قطط الرعد على موقع قاعدة بيانات الفيلم (الإنجليزية)
- قطط الرعد على موقع ANN anime (الإنجليزية)